# Anna Kateřina Gonzagová
Anna Kateřina Gonzagová ( 17. ledna 1566, Mantova – 3. srpna 1621, Innsbruck) byla princezna mantovská, sňatkem rakouská arcivévodkyně a hraběnka tyrolská.

## Život
Narodila se jako dcera mantovského vévody Viléma Gonzagy a jeho ženy arcivévodkyně Eleonory Habsburské. 
V roce 1582 se ve dvorním kostele v Innsbrucku provdala za svého ovdovělého strýce Ferdinanda II. Tyrolského (1529–1595). Manželství bylo ze začátku šťastné, vzešly z něj tři dcery.
Byla velmi zbožná. V Innsbrucku nechala postavit kostel Svatého hrobu a klášter kapucínů, v tyrolském Au u Hallu kostel Panny Marie Loretánské. Po smrti svého manžela, vstoupila roku 1612 jako sestra Juliana s dcerou Marií do kláštera servitek. Zemřela v roce 1621 a byla pohřbena v klášteře servitek v Innsbrucku, který založila.

## Děti
- Anna Eleonora (26. června 1583 – 15. ledna 1584)
- Marie (16. června 1584 – 2. března 1649), jeptiška
- Anna (4. října 1585 – 14. prosince 1618), ⚭ 1611 Matyáš Habsburský (24. února 1557 – 20. března 1619), císař Svaté říše římské, český, uherský a chorvatský král, moravský markrabě a rakouský arcivévoda